# Stenocionops beebei
Stenocionops beebei is een krabbensoort uit de familie van de Majidae. De wetenschappelijke naam van de soort is voor het eerst geldig gepubliceerd in 1936 door Glassell.